# Veľký Šariš
Veľký Šariš (em húngaro: Nagysáros; alemão: Groß-Scharosch) é uma cidade da Eslováquia, situada no distrito de Prešov, na região de Prešov. Tem 25,73 km² de área e sua população em 2018 foi estimada em 6.289 habitantes.

## Demografia
| Ano:        | 1994 | 2004    | 2014    | 2024    |
| ----------- | ---- | ------- | ------- | ------- |
| Broj ljudi: | 3516 | 4468    | 5802    | 6976    |
| Razlika:    |      | +27,07% | +29,85% | +20,23% |

| Ano:               | 2023 | 2024   |
| ------------------ | ---- | ------ |
| Número de pessoas: | 6909 | 6976   |
| Diferença:         |      | +0,96% |